# Éthique de situation
 (février 2015).
L'éthique de (la) situation, aussi connue sous le nom de situationnisme) est un point de vue particulier de l'éthique qui affirme que la  moralité d'un acte est fonction de l'état du système au moment où il est accompli.Elle se distingue du relativisme moral, qui affirme qu'il n'y a pas de vérité morale universelle, mais seulement des croyances ou des perspectives dont aucune n’est particulièrement plus valide que les autres.
L'éthique de situation ne se prononce pas sur l'existence des vérités universelles. Elle dit seulement que l'état du système au moment d'un acte doit être inclus dans la considération de son caractère moral.

## Classification éthique et origine du terme
Le terme d'éthique de situation a été étendu[Quand ?] afin d'inclure de nombreuses situations dans lesquelles la conception d'un code d'éthique permet de s'accorder aux besoins de la situation.

## Joseph Fletcher
La théorie originelle de l'éthique de situation a été développée dans les années 1960 par Joseph Fletcher, un prêtre épiscopal. Elle repose sur l’idée suivante : la seule chose qui ait une valeur intrinsèque est l'Amour (spécifiquement l'agapē chrétien). Fletcher propose un certain nombre de cas d'actions à discuter.

## Les partisans et les opposants
Les opposants sont habituellement des universalistes moraux qui considèrent que l'éthique de situation, dans son sens le plus pur[Quoi ?], est intrinsèquement contradictoire, et soutiennent que le terme d'éthique de situation est un oxymore. Ils affirment que l'éthique et la moralité ne peuvent pas être fondées sur des valeurs pratiques, fonctionnelles ou ethno-centrées, mais exclusivement sur des principes plus fondamentaux que l'évaluation d’une situation conjoncturelle.
Les partisans étant aussi des universalistes moraux, affirment[pas clair] que les opposants ont mal interprété l'éthique de situation : la complexité ne signifie pas la contradiction[pas clair], bien que cela puisse y ressembler lorsque l'on regarde une situation d'un point de vue simpliste. Ceux qui ne sont pas partisans de ce point de vue pourraient répondre que le désir de principes, ce que l'on en vient à croire[pas clair], ce sont des principes d'éthique universels faisant partie de l'évaluation de la situation en cours d'un groupe[Qui ?].

## Alternative
L'éthique située est une théorie entièrement différente dans laquelle c'est l'état réel physique, géographique, écologique et d'infrastructure qui détermine les actions ou ensembles d'actions - les économies vertes sont basées au moins en partie sur ce point de vue. Cette théorie, aussi, est critiquée pour le manque de neutralité géographique de ce point de vue, à partir duquel une autorité pourrait appliquer des standards.[pas clair]